# Épense
 Épense  es una comuna y población de Francia, en la región de Champaña-Ardenas, departamento de Marne, en el distrito de Sainte-Menehould y cantón de Givry-en-Argonne.
Su población en el censo de 1999 era de 85 habitantes.
Está integrada en la Communauté de communes de la Région de Givry-en-Argonne.

## Demografía
| 116 | 130 | 100 | 98 | 92 | 85 |
| Para los censos de 1962 a 1999 la población legal corresponde a la población sin duplicidades (Fuente: INSEE [Consultar]) |     |     |    |    |    |